# Укадер Юлія Анатоліївна
Юлія Анатоліївна Укадер (нар. 18 квітня 1923, Уфа — пом. 2008) — українська скульпторка; член Спілки радянських художників України з 1956 року. Заслужений художник України з 1998 року. Перша дружина скульптора Валентина Галочкіна, мати художниці Тетяни Галочкіної.

## Біографія
Народилася 18 квітня 1923 року в місті Уфі (нині Башкортостан, Росія). Брала участь у німецько-радянській війні. Нагороджена медалями «За оборону Сталінграда» (17 лютого 1944), «За оборону Радянського Заполяр'я» (28 липня 1945), орденом Вітчизняної війни II ступеня (6 квітня 1985).
Упродовж 1945—1946 років навчалася у Московському художньому інституті імені Василя Сурикова у Катерини Бєлашової. Член ВКП(б) з 1949 року. 1952 року закінчила Київський художній інститут, де навчалася зокрема у Михайла Лисенка, Олексендра Сиротенка.
Жила у Києві в будинку на вулиці Дашавській, № 27, квартира № 15. Померла у 2008 році.

## Творчість
Працювала в галузях станкової та декоративної скульптури. Серед робіт:
- «Ланкова» (1952, гіпс; Національний художній музей України);
- «Велика дружба» (1957, дерево);
- «Голова дівчини» (1963);
- «Молода мати» (1965—1966, мармур);
- «Мир» (1967);
- «Полудень» (1967, оргскло металізоване);
- «Солдати» (1968, оргскло металізоване);
- «Ніжність» (1978);
- «Весняна вода» (1982);
- «Орфей і Еврідіка» (2002).

Брала участь у республіканських виставках з 1952 року, всесоюзних — з 1957 року.